# Верхнее Пуаканъярви
Верхнее Пуаканъярви — озеро на территории Костомукшского городского округа Республики Карелии.

## Общие сведения
Площадь озера — 1 км². Располагается на высоте 113,9 метров над уровнем моря.
Форма озера лопастная, продолговатая: оно вытянуто с северо-востока на юго-запад. Берега каменисто-песчаные, местами заболоченные.
Из залива на северной стороне озера вытекает река Пуаканйоки, протекающая через озеро Нижнее Пуаканъярви и впадающая в озеро Верхнее Куйто.
В озере расположено не менее четырёх небольших безымянных островов.
С северо-востока озеро огибает просёлочная дорога.
Код объекта в государственном водном реестре — 02020000811102000003992.